# Anna Lindstedt
Anna Kerstin Erica Lindstedt, född 6 april 1960, är en svensk diplomat och journalist. Hon har bland annat varit ambassadör i Hanoi, Mexico City och Peking.

## Biografi
Anna Lindstedt växte upp i Lund. Hon har studerat vid Lunds universitet och vid journalistlinjen vid Skurups folkhögskola. Från 1985 arbetade hon som journalist, först på Nerikes Allehanda i Örebro, därefter på tidningen Arbetet i Malmö.
Lindstedt övergick därefter till tjänst vid Utrikesdepartementet och blev 1990 andre ambassadsekreterare vid ambassaden i Djakarta (Indonesien) och därefter förste ambassadsekreterare vid ambassaden i Islamabad (Pakistan). År 2003 blev hon Sveriges ambassadör i Hanoi (Vietnam) och 2006 i Mexico City.
Från 2011 var hon klimatambassadör och tillhörde då formellt Miljö- och energidepartementet.  Hon medverkade då i Förenta nationernas klimatkonferens i Paris 2015 (COP21).
Lindstedt var ambassadör i Peking med sidoackreditering i Ulan Bator 2016–2019. I januari 2019 utsågs hon till ny Agenda 2030-ambassadör, med tillträde i mars samma år.

### Gui Minhai-affären
I februari 2019 ifrågasattes hennes agerande i samband med arbetet för att få den i Kina fängslade svenske medborgaren Gui Minhai frigiven. Utrikesdepartementet inledde först en intern utredning, men denna pausades efter att Säkerhetspolisen inlett en förundersökning om misstänkt egenmäktighet vid förhandling med främmande makt. Den 18 mars 2019 delgavs Lindstedt misstanke om brottet trolöshet vid förhandling med främmande makt, vilket kan ge minst två år eller upp till 18 år eller livstid i fängelse.
Den 8 december 2019 beslöt åklagare Hans Ihrman att väcka åtal mot Lindstedt enligt brottsrubriceringen egenmäktighet vid förhandling med främmande makt, vilket kan ge fängelse i högst två år. Förhandlingarna inleddes i juni 2020. Den 10 juli 2020 meddelade Stockholms tingsrätt domen som innebär att Lindstedt frias från anklagelserna.

### Personliga förhållanden
Anna Lindstedt är gift och har fyra barn.